# 托马斯·贝克尔
托马斯·贝克尔（德語：Thomas Becker，1967年7月6日—），德国男子皮划艇运动员。他曾代表德国参加1992年和1996年夏季奥林匹克运动会皮划艇比赛，其中1996年奥运会获得一枚铜牌。